# دييغو ريفاس ريغو
دييغو ريفاس ريغو (بالإسبانية: Diego Rivas Rego)‏ (27 مايو 1987 بنارون في إسبانيا - ) هو لاعب كرة قدم إسباني في مركز حراسة المرمى. لعب مع ديبورتيفو فابريل ونادي ألباسيتي ونادي أوكلاند سيتي ونادي إلتشي ونادي إيبار ونادي تينيريفي ونادي غيخيليو ونادي لوغو وNarón BP ‏ وSDC Galicia Mugardos ‏.

## وصلات خارجية
- دييغو ريفاس ريغو على موقع قاعدة بيانات كرة القدم.إي يو (الإنجليزية)
- دييغو ريفاس ريغو على موقع Soccerway.com (الإنجليزية)